# Prosotas gerydomaculata
Prosotas gerydomaculata är en fjärilsart som beskrevs av Rothschild 1915. Prosotas gerydomaculata ingår i släktet Prosotas och familjen juvelvingar. Inga underarter finns listade i Catalogue of Life.